# Município de Miami (condado de Greene, Ohio)
O município de Miami (em inglês: Miami Township) é um município localizado no condado de Greene no estado estadounidense de Ohio. No ano de 2010 tinha uma população de 4.790 habitantes e uma densidade populacional de 67,02 pessoas por km².

## Geografia
O município de Miami encontra-se localizado nas coordenadas 39° 47′ 50″ N, 83° 52′ 27″ O. Segundo a Departamento do Censo dos Estados Unidos, o município tem uma superfície total de 71.48 km², da qual 71,1 km² correspondem a terra firme e (0,53 %) 0,38 km² é água.

## Demografia
Segundo o censo de 2010, tinha 4.790 habitantes residindo no município de Miami. A densidade populacional era de 67,02 hab./km². Dos 4.790 habitantes, o município de Miami estava composto pelo 82,42 % brancos, o 9,31 % eram afroamericanos, o 0,5 % eram amerindios, o 1,48 % eram asiáticos, o 0,33 % eram de outras raças e o 5,95 % eram de uma mistura de raças. Do total da população o 1,92 % eram hispanos ou latinos de qualquer raça.